# 肉垂麦鸡

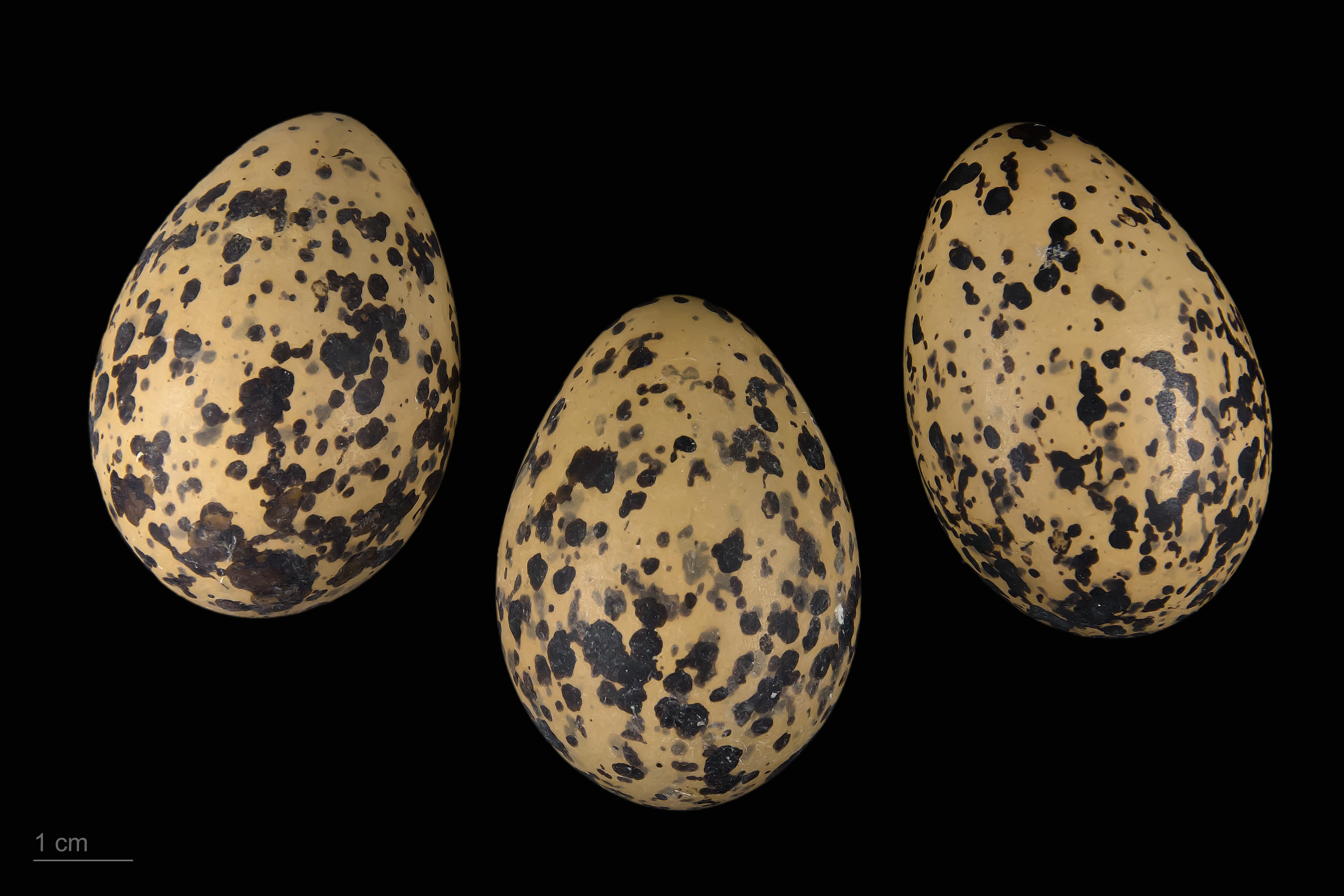
卵 Vanellus indicus aigneri

肉垂麦鸡（学名：Vanellus indicus）为鸻科麦鸡属的鸟类。该物种的模式产地在印度。

## 亚种
- 肉垂麦鸡云南亚种（学名：Vanellus indicus atronuchalis）。在中国大陆，分布于云南等地。该物种的模式产地在缅甸。[3]